# Лысенко, Александр Николаевич
Александр Николаевич Лысенко (укр. Олександр Миколайович Лисенко; род. 27 марта 1971, Москва) — украинский политический и государственный деятель. Городской голова Сум с 2014 года до  2 октября 2023 года. Депутат Сумского городского совета (2010—2014). Член партии «Батькивщина».

## Биография
Родился 27 марта 1971 года в Москве в семье военнослужащего.
В 1978 году пошёл в первый класс в одной из школ Артемовска Донецкой области. Учась седьмом классе его семья переехала в Сумы, где он начал учиться в средней школе № 1. Окончил школу в 1988 году и поступил в Донецкое высшее военно-политическое училище инженерных войск и войск связи, которое окончил в 1992 году. Тогда же он был уволен из рядов Вооружённых сил Украины по собственному желанию.
В 1993 году переехал в Польшу, а затем в Германию, где работал на протяжении семи лет.
С 2006 по 2010 год являлся директором предприятия «Сумитранс — С».
В 2011 году окончил Сумской государственный университет по специальности «менеджмент организаций».
16 октября 2018 года приказом командующего сухопутных войск Вооружённых сил Украины Лысенко было присвоено очередное военное звание майор запаса.
С 2020 года является председателем наблюдательного совета футбольного клуба «Сумы»

### Политическая деятельность
В 2006 году стал членом партии «Батькивщина». С 2007 по 2010 год являлся первым заместителем председателя партийной ячейки в Заречном районе Сум. Во время президентских выборов 2010 года являлся главой избирательного штаба Юлии Тимошенко в Заречном районе. В 2010 году Лысенко был назначен председателем городской партийной организации, а в 2011 года — областной.
В 2010 году его избрали депутатом Сумского городского совета VI созыва. Баллотировался в народные депутаты Украины на выборах 2012 года, однако избран не был. На платной основе являлся помощником депутата Верховной рады Александра Турчинова (2012—2014). В 2013 году Лысенко вошёл в политический совет «Батькивщины».
Во время Евромайдана активисты провозгласили Александра Лысенко «народным мэром» Сум. 27 февраля 2014 года Лысенко был избран секретарём Сумского городского совета и исполняющим обязанности городского главы Сум.
В мае 2014 года на выборах Лысенко был избран городским головой Сум. В следующем году он был переизбран на данную должность.
27 мая 2019 года Заречный районный суд Сум признал Лысенко виновным в самоличном назначении себе премий, но освободил его от ответственности в связи с истекшим сроком административной ответственности.
25 октября 2020 года переизбран мэром Сум во втором туре местных выборов.
2 октября 2023 года украинские правоохранительные органы задержали Лысенко вместе с директором департамента инфраструктуры Департамента Инфраструктуры Александром Журбой по подозрению в получение взятки в размере 2,1 миллиона гривен.

## Награды
- Орден «За мужество» ІІІ степени (6 марта 2022) — за особый личный вклад в защиту государственного суверенитета и территориальной целостности Украины, мужество и самоотверженные действия, проявленные за время организации обороны населённых пунктов от российских агрессоров[17].

## Личная жизнь
Супруга — Елена Григорьевна Лысенко (род. 1984). Дочь — Дарья Александровна Лысенко (род. 2006).